# Базаров, Мурад Гамзат оглы
Мурад Гамзат оглы Базаров (азерб. Murad Həmzət oğlu Bazarov; 6 августа 1994, Белакен, Азербайджан) — азербайджанский борец греко-римского стиля.

## Спортивная карьера
Является победителем летних юношеских Олимпийских игр, прошедших в Сингапуре в 2010 году. В отборочном турнире Мурад также занял 1-е место. Мурад Базаров является также первым в истории борьбы обладателем золотой медали на юношеских Олимпийских играх. Чемпион мира среди юниоров 2012, в том же году выиграл «бронзу» на чемпионате Европы среди юниоров. Участник Всемирных игр боевых искусств 2013. По национальности — аварец
В феврале 2020 года на чемпионате континента в итальянской столице, в весовой категории до 60 кг Мурад в схватке за бронзовую медаль поборол спортсмена из Эстонии Хелари Маигисалу и завоевал бронзовую медаль европейского первенства.